# Cratere Reginleif
Reginleif è un cratere sulla superficie di Callisto.